# 安远镇 (天祝藏族自治县)
安远镇，是中华人民共和国甘肃省武威市天祝藏族自治县下辖的一个乡镇级行政单位，曾为天祝县政府所在地，直至1984年县政府迁至华藏寺镇。

## 行政区划
安远镇下辖以下地区：
安远社区、大泉头村、安远村、直沟村、柳树沟村、南泥湾村、兰泉村、乌鞘岭村、野狐湾村、极乐村、马家台村、黑河滩村、白塔村和河底村。